# آنتن مارپیچی

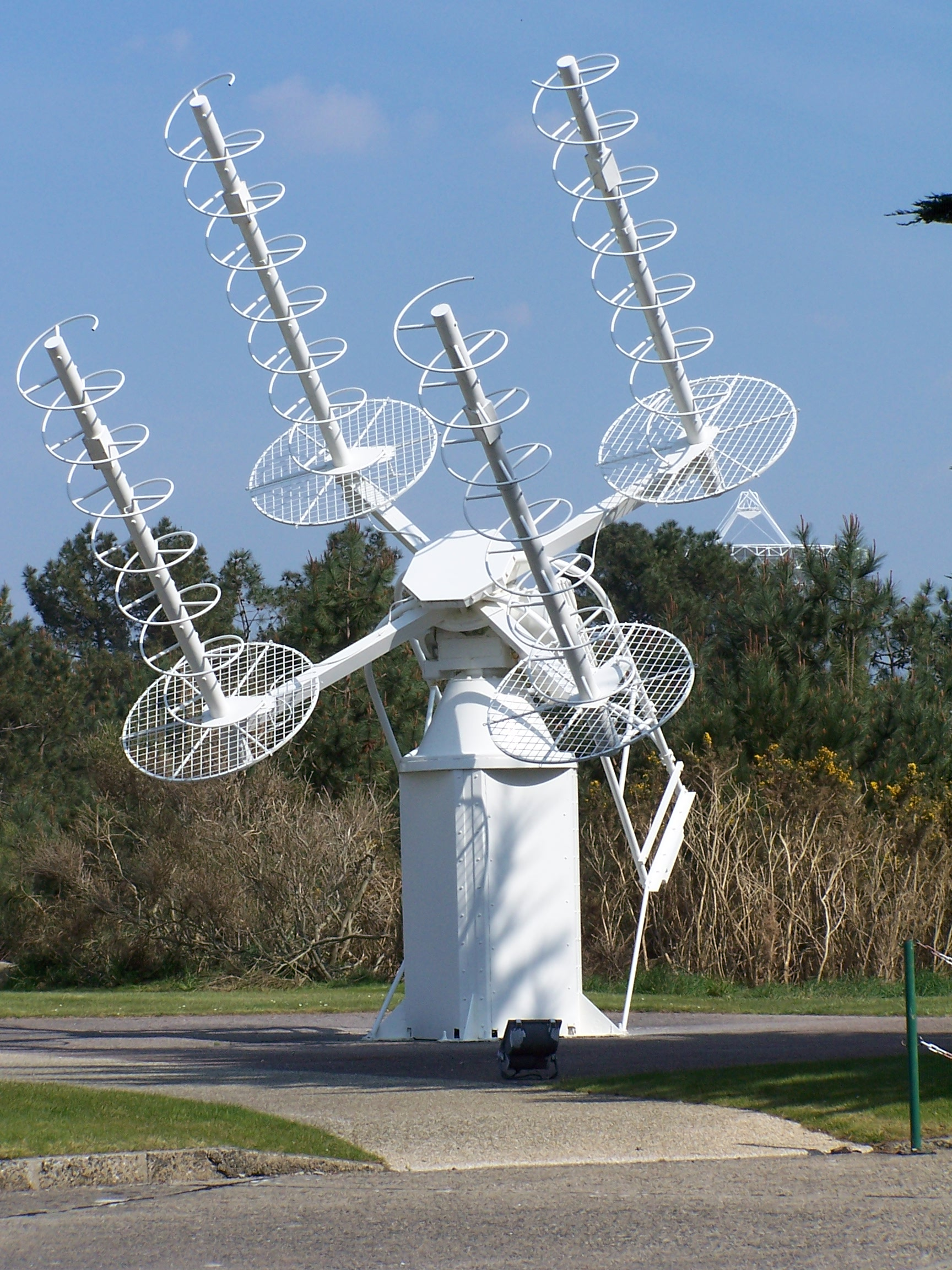
آرایه‌ای از چهار آنتن مارپیچی حالت-محوری که به‌عنوان آنتن ردیابی-یابش ماهواره‌ای استفاده می‌شود، پلوموق-بودو، فرانسه

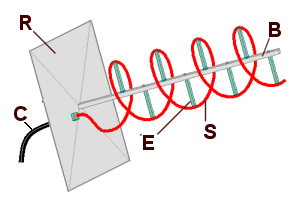
حالت محوری آنتن مارپیچی: B)تکیه‌گاه مرکزی C)خط‌انتقال هم‌محور E)جداکننده‌ها/تکیه‌گاه‌های مارپیچ R)صفحه رسانا زمین شده S)عنصر ماپیچی

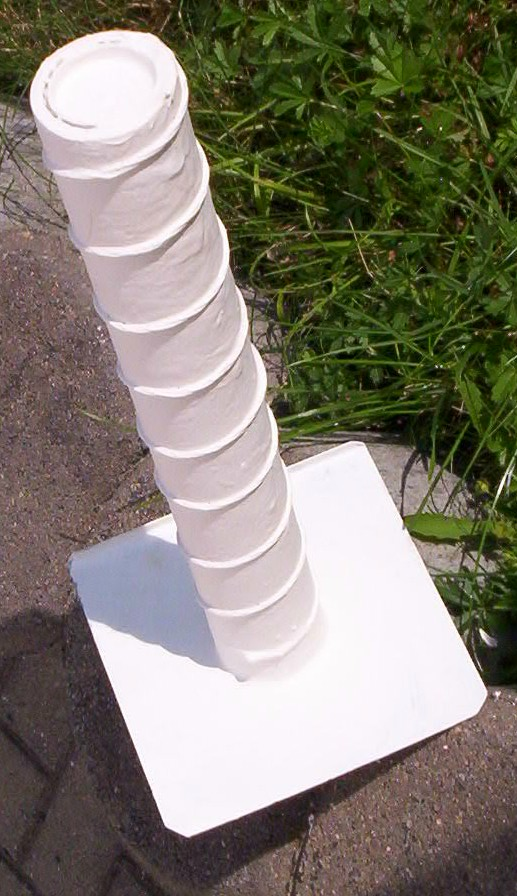
آنتن مارپیچی برای ارتباطات شبکه‌های ناحیهٔ محلی بی‌سیم(WLAN)، فرکانس کار: ۲٫۴ گیگاهرتز

آنتن مارپیچی (به انگلیسی: helical antenna) یک آنتن سیمی باند وسیع بوده که به شکل یک مارپیچ استوانه‌ای پیچیده شده است و دارای بهرهٔ جهتی زیادی است. نوع قطبش آن به صورت دایره‌ای می‌باشد. این آنتن روی یک صفحهٔ رسانا زمین شدهٔ هموار نصب و به وسیلهٔ یک خط انتقال هم‌محور تغذیه می‌شود.
بسته به ابعاد مارپیچ، این آنتن دو حالت کار کاملاً متفاوت دارد.
وقتی ابعاد، نسبت به طول‌موج کار بسیار کوچک هستند، الگوی تابشی آن مانند دوقطبی الکتریکی کوچک است. حداکثر تابش در صفحهٔ عمود بر مسیر مارپیچ روی می‌دهد. می‌گویند آنتن مارپیچی در حالت قائم است.
وقتی محیط و فاصلهٔ بین دورهای یک مارپیچ با طول‌موج قابل مقایسه باشند، آنتن به صورتی کاملاً متفاوت رفتار می‌کند. شعاع اصلی تابش در جهت طولی خواهد بود و کار در حالت محوری انجام می‌شود. آنتن‌های مارپیچی که در حالت محوری کار می‌کنند، بر روی ماهواره‌های مخابراتی و وسایل نقلیهٔ فضایی و نیز ایستگاه‌های زمینی نصب شده‌اند.
انرژِی در این آنتن به صورت مساوی بین مؤلفه‌های عمودی و افقی تقسیم خواهد شد که این دو مؤلفه ۹۰ درجه با هم اختلاف فاز دارند که پیش فاز بودن یکی از آن‌ها به ساختمان آنتن مربوط است.
حد پایین فرکانسی این آنتن جایی است که قطر قاعده آن λ/۲ است و حد بالای فرکانسی این آنتن جایی است که قطر راس مارپیچ λ/۴ می‌شود. پس پهنای باند نسبی آنتن با نصف نسبت قطر قاعده به قطر راس برابر است.
مارپیچ در پهنای باند وسیع مقاومت ورودی ثابتی دارد و کاربرد آن در آرایه‌های آنتنی زیاد است زیراامپدانس متقابل ناچیزی دارد. نمونه‌های کاربردی این آنتن در ماهواره‌هایی مثل اسپوتنیک، ماهواره‌های هواشناسی کاسمت، فلیت ست کام، GOES (ماهواره محیط زیست جهانی)، لی ست، و GPS (ماهواره موقعیت جهانی)، قابل مشاهده است. همچنین آرایه‌های آنتن مارپیچی در ایستگاه‌های تلسکوپ رادیویی نیز به‌کار رفته‌اند.
- امپدانس پایه این آنتن در حالت محوری بین ۱۰۰ تا ۲۰۰ اهم می‌باشد و با فرمول زیر تقریب زده می‌شود.

{\displaystyle R\simeq 140\left({\frac {C}{\lambda }}\right)}
- حداکثر بهره حدود مقدار زیر می‌باشد.[۱]

{\displaystyle {\text{Gain}}\simeq 15\left({\frac {C}{\lambda }}\right)^{2}\left({\frac {NS}{\lambda }}\right)}
که در آن N تعداد چرخش است و S فاصله گام حلقه‌ها است.
{\displaystyle D_{o}\simeq 15N{\frac {C^{2}S}{\lambda ^{3}}}}
- پهنای‌باند نیم‌توان برابر است با:

{\displaystyle {\text{HPBW}}\simeq {\frac {52\lambda ^{3/2}}{C{\sqrt {NS}}}}\,{\text{degrees}}}
- پنای‌باند بین صفرهای الگوی آنتن برابر است با:

{\displaystyle {\text{FNBW}}\simeq {\frac {115\lambda ^{3/2}}{C{\sqrt {NS}}}}\,{\text{degrees}}}
بهره آنتن مارپیچی به شدت به بازتابنده بستگی دارد. فرمول‌های کلاسیک فوق فرض می‌کنند که بازتابنده به شکل یک تشدیدگر دایره‌ای (صفحه دایره‌ای با لبه) است و زاویه گام برای این نوع بازتابنده بهینه است. با این وجود، این فرمول‌ها بهره را چندین دسی‌بل فراتخمین (به انگلیسی: overestimate) می‌زنند. گام بهینه‌ای که بهره را برای یک صفحه زمین مسطح به حداکثر می‌رساند، در محدوده ۳ تا ۱۰ درجه است و به شعاع سیم و طول آنتن بستگی دارد.